# Xiphocentron mexico
Xiphocentron mexico is een schietmot uit de familie Xiphocentronidae. De soort komt voor in het Nearctisch gebied.